# Acrosemia vulpina
Acrosemia vulpina là một loài bướm đêm trong họ Geometridae.